# Asedio de Metz (1814)
El asedio de Metz (17 de enero - 10 de abril de 1814) fue un asedio en la ciudad francesa de Metz durante la Guerra de la Sexta Coalición en el final de las Guerras napoleónicas. Enfrentó a las fuerzas francesas bajo el general Pierre François Joseph Durutte contra los prusianos, rusos y tropas hessianas comandadas por el general ruso Dimitri Mikhailovich Youzefovitch. Las fuerzas aliadas comenzaron el asedio el 17 de enero de 1814 y eventualmente se levantó el asedio el 10 de abril del mismo año, sin haber tomado la ciudad.

## Desarrollo
Después de la campaña alemana, El ejército de Napoleón se retiró hasta suelo francés. Para noviembre de 1813 los heridos de la Grande Armée fueron enviados hacia Metz y pronto los hospitales se saturaron, el hospital militar en el Fuerte Moselle tomo más de 1.800 hombres, mientras que en el ayuntamiento de Metz, su 'gran seminario' y la mayoría de sus iglesias fueron transformados en hospitales de campaña. La ciudad tuvo que albergar a 30.000 hombres.
El asedio comenzó el 3 de enero y para el 17 enero la ciudad estaba totalmente bloqueada. Con base a Ars-sur-Moselle, Youzefovitch comando una fuerza aliada de prusianos y rusos. Envío grupos peligrosamente cerca de las fortificaciones de la ciudad para probar sus puntos débiles, pero poco a poco el bloqueo fue rompiendo, dejando a los franceses dejar la ciudad asediada. Durutte incluso manejo una diversa expedición cerca de la ciudad ejecutando una maniobra de pivote desde Saarlouis hacia Verdún pasando por Thionville, Longwy y Montmédy. Al regresar a Metz, Durutte se enteró de la abdicación de Napoleón I. Para entonces, el asedio era meramente nominal y fue levantado oficialmente el 10 de abril.

## Lectura
- Bour, René (1950). Histoire de Metz.
- Leggiere, Michael V. (2007). The Fall of Napoleon: The Allied Invasion of France 1813-1814 1. New York, N.Y.: Cambridge University Press. ISBN 978-0-521-87542-4.
- Nafziger, George (2015). The End of Empire: Napoleon's 1814 Campaign. Solihull, UK: Helion & Company. ISBN 978-1-909982-96-3.

## Links externos
- Wikimedia Commons alberga una galería multimedia sobre Asedio de Metz.